# Edam (Schiff, 1881)
Die Edam (I) war ein 1881 in Dienst gestelltes Passagierschiff der niederländischen Reederei Holland-America Line, das als Transatlantikliner auf dem Nordatlantik eingesetzt wurde und Passagiere, Fracht und Post von Rotterdam nach New York beförderte. Nach nur elf Monaten im Dienst sank die Edam am 21. September 1882 nach der Kollision mit einem britischen Frachtschiff vor Sandy Hook am Eingang zum New Yorker Hafen. Zwei Menschen kamen dabei ums Leben. Es war der erste Schiffsverlust für die Holland-America Line. 

## Das Schiff
Das 2.950 BRT große Dampfschiff Edam wurde auf der Werft von A. McMillan & Sons Ltd. im schottischen Dumbarton gebaut und lief am 11. August 1881 auf dem Fluss Clyde vom Stapel. Das aus Eisen gebaute Schiff war 100,61 m lang, 11,81 m breit und hatte zwei Masten, einen Schornstein und einen einzelnen Propeller. Sie war das Schwesterschiff der ebenfalls bei McMillan gebauten Amsterdam (I) (2.949 BRT), die im März 1880 in Dienst gestellt wurde und am 30. Juli 1884 bei Sable Island auf Grund lief (drei Tote).
Sie war das erste Schiff der Reederei mit diesem Namen (weitere folgten jeweils 1883 und 1921). Das Schiff konnte 70 Passagiere in der Ersten und 652 in der Zweiten Klasse befördern. Angetrieben wurde das Schiff von einer zweizylindrigen Verbunddampfmaschine von David Rowan & Company aus Port Glasgow, die eine Leistung von 1500 PSi („indicated horsepower“) erbrachte und eine Reisegeschwindigkeit von 10 Knoten ermöglichte.
Am 29. Oktober 1881 lief die Edam in Rotterdam zu ihrer Jungfernfahrt nach New York aus. Am 8. April 1882 fuhr sie erstmals ab Amsterdam nach New York.

## Untergang
Am Donnerstagabend, dem 21. September 1882 befand sich die Edam mit 54 Besatzungsmitgliedern und 21 Passagieren auf der Rückfahrt von New York nach Europa. Das Kommando hatte der 32-jährige Kapitän Jan Hendrik Willemszoon Taat, welcher auch schon auf der Brücke des Schwesterschiffs Amsterdam gestanden hatte. In der Region herrschte an dem Abend dichter Nebel, was für die New Yorker Bucht nichts Ungewöhnliches ist. In derselben Nebelbank näherte sich das Frachtschiff Lepanto (I) (2.310 BRT) der britischen Wilson Line, welches unter dem Kommando von Kapitän Rogers am 5. September Hull Richtung New York verlassen hatte. 
Kapitän Rogers notierte in seinem Logbuch, dass die See an dem Abend ruhig war und dass man gegen 21 Uhr in den Nebel geriet. Er verringerte die Geschwindigkeit seines Schiffs und ließ das Nebelhorn ertönen. An Bord der Edam konnte man das Nebelhorn der Lepanto gegen 21 Uhr zum ersten Mal hören; der Ausguck der Edam konnte aber nicht einschätzen, aus welcher Richtung das Signal kam. Der Sichtkontakt konnte erst unmittelbar vor der Kollision hergestellt werden, welche sich um 21.15 Uhr etwa 390 Seemeilen vor New York ereignete. Der Bug der Lepanto drang in den Maschinenraum der Edam ein, wo die beiden Maschinisten Yan van Geyt und Nicholas Leyendecker getötet wurden. Der Bug löste sich danach aus dem entstandenen Loch in der Schiffshülle der Edam und rammte das vor ihm passierende Schiff noch zwei weitere Male. 
An Bord der Edam erkannte Kapitän Taat schnell, dass es für sein Schiff keine Rettung gab. Er ordnete umgehend das Ausbooten an und alle verbliebenen Passagiere und Besatzungsmitglieder verließen die Edam in den Rettungsbooten, bevor der Dampfer 30 Minuten nach dem Zusammenstoß sank. Danach dauerte es über eine Stunde, bis sich die Überlebenden und die Lepanto in dem dichten Nebel finden konnten. 
Die Holland-America Line reichte am 23. August 1884 eine Klage gegen die Wilson Line und den Kapitän der Lepanto ein, das Gericht gab jedoch am Ende Kapitän Taat von der Edam die Schuld an dem Unfall. Taat übernahm später das Kommando über die W. A. Scholten (2.529 BRT), welche im November 1887 ebenfalls durch eine Kollision verloren ging. Dieses Mal war er nicht unter den Überlebenden. Die Lepanto sank am 6. Januar 1898 vor der Isle of Wight ebenfalls aufgrund einer Kollision.